# Mle1915 쇼샤

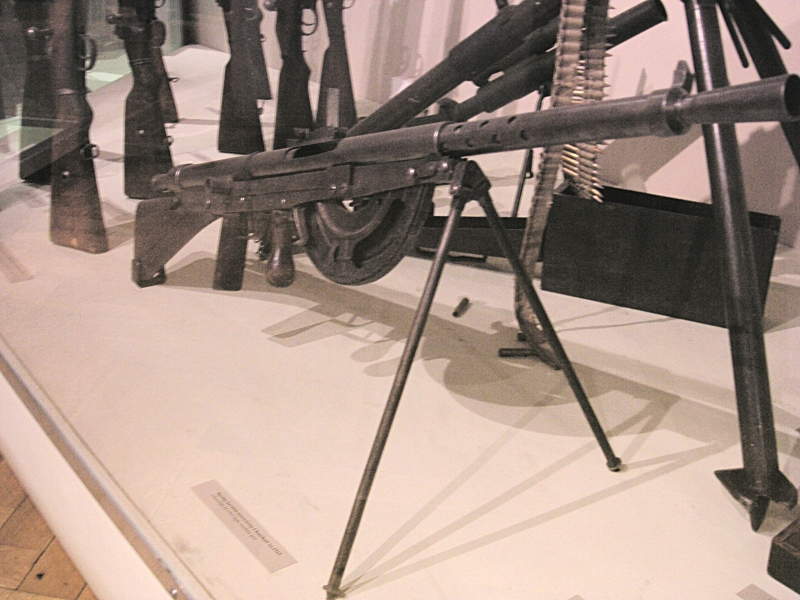

Mle1915 쇼샤(Chauchat)는 제1차 세계 대전 당시 프랑스군이 채용한 경기관총이다. 반원형의 20발 탄창을 사용했다.   프랑스 외에 미국, 벨기에(6,900 정), 루마니아 (7,200정), 러시아(5,700정), 세르비아(3,800정), 그리스(3,900정), 폴란드 청군(Polish Blue Army, 숫자 미상) 등의 국가도 사용했으며, 미국은 자국제 .30-06탄을 사용하도록 개조한 버전을 사용했다. 쇼샤 경기관총은 나름대로 많은 전과도 거두었으나 평가는 좋지 않았다.

## 대중문화
- ace of spadez

체스터라는 이름의 시크릿무기로 등장한다.

## 같이 보기
- 호치키스 M1909